# Тест Фагерстрема
Тест Фагерстрема — тест для визначення ступення нікотинової залежності.
Ступінь залежності оцінюється в балах від 0 до 10.
0-3 бали — низький. Рекомендовано психотерапію.
4-5 балів — середній. Рекомендована медикаментозна терапія.
6-10 балів — високий. Необхідна медикаментозна терапія.

## Тест Фагерстрема
| Питання                                                                         | Відповідь                             | Бали    |
| ------------------------------------------------------------------------------- | ------------------------------------- | ------- |
| 1. Через який час після пробудження, Ви випалюєте першу сигарету?               | У перші 5 хв. Протягом 6-30 хв.       | 3 2     |
| 2. Чи тяжко Вам утриматись від паління в місцях, де паління заборонено?         | Так Ні                                | 1 0     |
| 3. Від якої сигарети Ви не можете з легкістю відмовитись?                       | Перша сигарета ранком Всі інші        | 1 0     |
| 4. Скільки сигарет Ви випалюєте на день?                                        | 10 або менше 11-20 21-30 31 та більше | 0 1 2 3 |
| 5. Ви палите більш часто в перші години вранці, після пробудження, ніж пізніше? | Так Ні                                | 1 0     |
| 6. Чи палите Ви, коли хворієте і вимушені бути в ліжку цілий день?              | Так Ні                                | 1 0     |